# ۳۷۶ (پیش از میلاد)
۳۷۶ (پیش از میلاد) ۳۷۶مین سال قبل از تقویم میلادی است.